# Microarthridion perkinsi
Microarthridion perkinsi is een eenoogkreeftjessoort uit de familie van de Tachidiidae. De wetenschappelijke naam van de soort is voor het eerst geldig gepubliceerd in 1970 door Bodin.